# Mehansko predihavanje
Mehansko predihavanje ali mehanska ventilacija je v medicini vrsta predihavanja (arteficialne ventilacije) oziroma umetnega dovajanja zraka v pljuča, pri katerem uporabljajo ventilator (predihovalnik), da se bolniku omogoči zadostna alveolarna ventilacija in/ali počitek dihalnih mišic. Preprosteje rečeno gre za strojno (mehanično) vpihovanje zraka (običajno mešanice kisika in dušika) skozi »vmesnik« v dihala bolnika.  Poznamo umetno predihavanje s pozitivnim in negativnim tlakom, vendar ima danes prednost tista s pozitivnim tlakom. Na principu negativnih tlakov so delovali prvi predihovalniki iz sredine prejšnjega stoletja (t. i. »jeklena pljuča«). Glede na način dovajanja zraka ločimo invazivno mehansko predihavanje in neinvazivno mehansko predihavanje. Če je vmesnik za dovajanje zraka endotrahelani tubus ali traheostomalna kanila, govorimo o invazivnem mehanskem predihavanju, če pa je vmesnik obrazna maska ali čelada, gre za neinvazivno mehansko predihavanje. Mehansko predihavanje se pri bolniku uporabi, kadar s spontanim dihanjem ne more več zagotavljati izmenjave plinov. Gre za enega od postopkov intenzivnega zdravljenja, ki omogoča preživetje kritično bolnih. Predstavlja podporno in nadomestno obliko zdravljenja,  katerega osnovni cilj je omogočiti zadovoljivo respiratorno funkcijo. Z mehansko ventilacijo se omogoča mehanska podpora dihanju, terapija s kisikom, izboljšanje funkcije dihal in izboljšanje funkcije ostalih organov. Možna je tudi aplikacija zdravil, ki delujejo na dihala.

## Neinvazivno mehansko predihavanje
Pri neinvazivnem umetnem predihavanju se pozitivni tlak v dihalih zagotavlja brez uporabe tubusa ali trahealne kanile. Zrak pod zvišanim tlakom se dovaja preko različnih vmesnikov, kot so čelade, nosni katetri ter nosne, nosno-ustne in obrazne maske. Bolnik sam začne in konča izdih, ventilator pa zagotavlja tlačno podporo ter dovod kisika. Glavna prednost neinvazivnega mehaničnega predihavanja je manjša invazivnost postopkov za bolnika, ki je lahko med predihavanjem buden in sposoben komunikacije z okolico. V primerjavi z invazivnim predihavanjem ima neinvazivno predihavanje manjše tveganje za bolnišnično okužbo spodnjih dihal in vnetje obnosnih votlin Uporablja se v predbolnišničnem zdravljenju, v enotah intenzivne terapije, polintenzivnih enotah, pri znotrajbolnišničnem transportu, v procesu odvajanja od ventilatorja in v paliativni oskrbi. Ne izvaja se pri nesodelujočih bolnikih, zastoju dihanja, zastoju srca, nezmožnosti zaščite dihalnih poti, obstrukciji zgornjih dihal ter nezadovoljivem izkašljevanju,motena zavest pa ni absolutna kontraindikacija.
Obstajata dve vrsti neinvazivnga mehanskega predihavanja:
- predihavanje s stalnim pozitivnim raztegnitvenim tlakom (CPAP, angl. continuous positive airway pressure), ki omogoča stalni pozitivni tlak v dihalnih poteh, ki je enak pozitivemu tlaku v dihalnih poteh pri koncu izdiha (PEEP, angl. positive end expiratory pressure), to je tlaku, ki ob koncu izdiha ostane v dihalnih poteh. CPAP preprečuje kolaps pljučnih mešičkov, izboljša podajnost pljuč, rekrutira atelektatične alveole in s tem zmanjšuje dihalno delo ter izboljša oksigenacijo;

- predihavanje s pozitivnim tlakom v dihalnih poteh na dveh tlačnih nivojih (BPAP, angl. bi-level positive airway pressure), ki deluje z izmenjevanjem višjega tlaka med vdihom in nižjega tlaka med izdihom. Tlačna razlika ustvari delovni tlak, ki poveča ventilacijo in s tem pripomore pri zmanjševanju dihalnega dela.